# Robert Satcher
Robert Lee Satcher , Jr., detto Bobby (Hampton, 22 settembre 1965), è un ex astronauta e medico statunitense.
Selezionato dalla NASA nel maggio del 2004, Satcher ha completato l'addestramento astronautico nel febbraio 2006. Ha partecipato alla missione STS-129 come specialista di missione.